# Tirunesh Dibaba

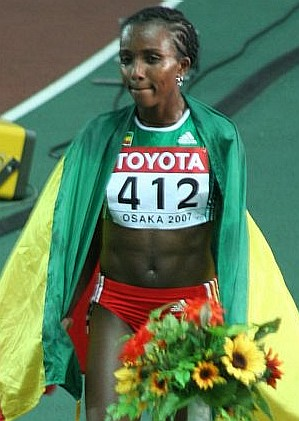
Tirunesh Dibaba podczas mistrzostw świata w Osace (2007)

Tirunesh Dibaba (amh. ጥሩነሽ ዲባባ, ur. 1 czerwca 1985 w Bekoji) – etiopska lekkoatletka specjalizująca się w biegach długich.
Czterokrotnie startowała w igrzyskach olimpijskich (Ateny 2004, Pekin 2008, Londyn 2012 oraz Rio de Janeiro 2016) zdobywając sześć medali, w tym trzy złote. Pięciokrotnie stawała na najwyższym stopniu podium mistrzostw świata. 6 czerwca 2008 roku podczas mityngu cyklu Golden League Bislett Games w Oslo czasem 14:11,15 ustanowiła rekord świata w biegu na 5000 metrów, który przetrwał do 7 października 2020 roku. Jest to aktualnie piąty wynik w historii światowej lekkoatletyki na tym dystansie.
Jest żoną dwukrotnego wicemistrza olimpijskiego z Aten i Pekinu w biegu na 10 000 m Sileshiego Sihine’a, którego poślubiła w październiku 2008 w obecności kilku tysięcy fanów. Jej siostry to – Genzebe Dibaba i Ejegayehu Dibaba.

## Kariera
Pierwszym występem międzynarodowym były dla Etiopki przełajowe mistrzostwa świata w 2001 roku, podczas których zajęła 5. miejsce w biegu juniorów i zdobyła złoto w ramach rywalizacji drużynowej juniorek.
Najbardziej znaczącymi sukcesami biegaczki są cztery złote medale mistrzostw świata, które zdobyła w 2003, 2005 (dwa krążki) oraz 2007. Podczas czempionatu w Paryżu (2003) pokonała na ostatnich metrach Hiszpankę Martę Domínguez oraz Kenijkę Edith Masai. Dwa lata później Dibaba stała się pierwszą kobietą, która wygrała podczas jednych mistrzostw świata biegi na 5000 i 10 000 metrów. Dzięki zdobyciu złota na 10 000 m w Osace zapisała się w historii jako pierwsza w historii obrończyni mistrzowskiego tytułu na tym dystansie.
W roku 2004 zdobyła swój pierwszy olimpijski medal. Dibaba w biegu na 5000 m została pokonana przez swoją koleżankę z reprezentacji Meseret Defar oraz Kenijkę Isabella Ochichi. Niektórzy komentatorzy uznali ten wynik za rozczarowanie, ale 19 letnia wówczas biegaczka została najmłodszą w historii Etiopii medalistką igrzysk olimpijskich.
W 2006 roku wygrała pięć z sześciu mityngów Golden League.
Dibaba wygrała dwa biegi podczas igrzysk olimpijskich w Pekinie. W rywalizacji na 10 000 metrów ustanowiła – 15 sierpnia – nowy rekord olimpijski czasem 29:54,66. Etiopka poprawiła tym samym dotychczasowy rekord należący od 2000 roku do jej kuzynki Derartu Tulu. Rezultat Dibaby to także nowy rekord Afryki. Tydzień później – 22 sierpnia – zdobyła złoty medal w biegu na 5000 metrów z czasem 15:41,40. Dwa złota zdobyte w Pekinie oznaczały, że Etiopka została pierwszą kobietą, która podczas jednych igrzysk wygrała biegu na 5000 i 10 000 metrów.
Na koniec sezonu 2008 wygrała prestiżowy plebiscyt Track & Field Athlete of the Year.
W związku z kontuzją, w sezonie 2009, nie mogła wystartować w przełajowych mistrzostwach świata w Ammanie oraz mistrzostwach świata na stadionie w Berlinie. 15 listopada 2009 w Nijmegen wynikiem 46:28 ustanowiła rekord świata w biegu na 15 kilometrów.
Sezon 2011 straciła z powodu kontuzji.
Podczas igrzysk w Londynie zdobyła złoty medal w biegu na 10 000 metrów oraz brązowy na dystansie 5000 metrów. W 2013 została mistrzynią świata na dystansie 10 000 metrów. Trzy lata później na tym samym dystansie wywalczyła brązowy medal olimpijski w Rio de Janeiro, natomiast rok później w Londynie została wicemistrzynią świata.
W przeciągu swojej kariery wielokrotnie zdobywała medale przełajowych mistrzostw świata w kategorii juniorów, seniorów oraz w rywalizacji drużynowej. Stawała także na podium mistrzostw Afryki.

## Osiągnięcia
| Rok  | Impreza                                   | Miejsce        | Lokata     | Konkurencja      | Wynik    |
| ---- | ----------------------------------------- | -------------- | ---------- | ---------------- | -------- |
| 2001 | Mistrzostwa świata w biegach przełajowych | Ostenda        | 5. miejsce | bieg juniorek    | 22,08    |
| 2001 | Mistrzostwa świata w biegach przełajowych | Ostenda        | 1. miejsce | drużyna juniorek |          |
| 2002 | Mistrzostwa świata w biegach przełajowych | Dublin         | 2. miejsce | bieg juniorek    | 20,14    |
| 2002 | Mistrzostwa świata juniorów               | Kingston       | 2. miejsce | bieg na 5000 m   | 15:55,99 |
| 2003 | Mistrzostwa świata w biegach przełajowych | Lozanna        | 1. miejsce | bieg juniorek    | 20,21    |
| 2003 | Mistrzostwa świata w biegach przełajowych | Lozanna        | 7. miejsce | bieg krótki      | 12,54    |
| 2003 | Mistrzostwa świata                        | Paryż          | 1. miejsce | bieg na 5000 m   | 14:51,72 |
| 2003 | Światowy finał lekkoatletyczny IAAF       | Monako         | 3. miejsce | bieg na 5000 m   | 14:57,87 |
| 2004 | Mistrzostwa świata w biegach przełajowych | Bruksela       | 2. miejsce | bieg krótki      | 13.09    |
| 2004 | Igrzyska olimpijskie                      | Ateny          | 3. miejsce | bieg na 5000 m   | 14:51,83 |
| 2005 | Mistrzostwa świata w biegach przełajowych | Saint-Étienne  | 1. miejsce | bieg krótki      | 13,15    |
| 2005 | Mistrzostwa świata w biegach przełajowych | Saint-Étienne  | 1. miejsce | bieg juniorów    | 26,34    |
| 2005 | Mistrzostwa świata                        | Helsinki       | 1. miejsce | bieg na 5000 m   | 14:38,59 |
| 2005 | Mistrzostwa świata                        | Helsinki       | 1. miejsce | bieg na 10 000 m | 30:24,02 |
| 2005 | Światowy finał lekkoatletyczny IAAF       | Monako         | 2. miejsce | bieg na 5000 m   | 14:46,84 |
| 2006 | Mistrzostwa świata w biegach przełajowych | Fukuoka        | 1. miejsce | bieg juniorek    | 25:21    |
| 2006 | Mistrzostwa świata w biegach przełajowych | Fukuoka        | DNF        | bieg krótki      |          |
| 2006 | Mistrzostwa Afryki                        | Bambous        | 2. miejsce | bieg na 5000 m   | 15:56,04 |
| 2006 | Światowy finał lekkoatletyczny IAAF       | Stuttgart      | 2. miejsce | bieg na 3000 m   | 8:34,74  |
| 2006 | Światowy finał lekkoatletyczny IAAF       | Stuttgart      | 1. miejsce | bieg na 5000 m   | 16:04,77 |
| 2006 | Puchar świata                             | Ateny          | 1. miejsce | bieg na 3000 m   | 8:33,78  |
| 2007 | Mistrzostwa świata w biegach przełajowych | Mombasa        | 2. miejsce | bieg seniorek    | 26:47    |
| 2007 | Mistrzostwa świata                        | Osaka          | 1. miejsce | bieg na 10 000 m | 31:55,41 |
| 2008 | Mistrzostwa świata w biegach przełajowych | Edynburg       | 1. miejsce | bieg seniorek    | 25:10    |
| 2008 | Mistrzostwa Afryki                        | Addis Abeba    | 1. miejsce | bieg na 10 000 m | 32:49,08 |
| 2008 | Igrzyska olimpijskie                      | Pekin          | 1. miejsce | bieg na 5000 m   | 15:41,40 |
| 2008 | Igrzyska olimpijskie                      | Pekin          | 1. miejsce | bieg na 10 000 m | 29:54,66 |
| 2009 | Światowy finał lekkoatletyczny IAAF       | Saloniki       | 2. miejsce | bieg na 5000 m   | 15:25,92 |
| 2010 | Mistrzostwa świata w biegach przełajowych | Bydgoszcz      | 4. miejsce | bieg seniorek    | 24:38    |
| 2010 | Mistrzostwa świata w biegach przełajowych | Bydgoszcz      | 2. miejsce | drużyna seniorek |          |
| 2010 | Mistrzostwa Afryki                        | Nairobi        | 1. miejsce | bieg na 10 000 m | 31:51,39 |
| 2012 | Igrzyska olimpijskie                      | Londyn         | 1. miejsce | bieg na 10 000 m | 30:20,75 |
| 2012 | Igrzyska olimpijskie                      | Londyn         | 3. miejsce | bieg na 5000 m   | 15:05,15 |
| 2013 | Mistrzostwa świata                        | Moskwa         | 1. miejsce | bieg na 10 000 m | 30:43,35 |
| 2016 | Igrzyska olimpijskie                      | Rio de Janeiro | 3. miejsce | bieg na 10 000 m | 29:42,56 |
| 2017 | Mistrzostwa świata                        | Londyn         | 2. miejsce | bieg na 10 000 m | 31:02,69 |